# Camilla Kolchinsky
Kamilla Aleksandrovna Kolchínskaya (en ruso Камилла Александровна Кольчинская), conocida internacionalmente como Camilla Kolchinsky, es una directora de orquesta rusa nacida el 25 de diciembre de 1937 en Moscú, en la entonces Unión de Repúblicas Socialistas Soviéticas.

## Biografía
La doctora Camilla Kolchinsky nació en Moscú en 1937 en el seno de una familia judía intelectual. Recibió sus primeras lecciones de violín de Elizaveta Gnessina en la renombrada Escuela Estatal de Música Gnessin. Poco después entró en la escuela especializada en niños especialmente dotados del Conservatorio de Moscú, de donde se graduó en 1958, con especialidad en interpretación de violín y viola.
Tras graduarse del conservatorio empezó a trabajar como violinista en la Orquesta Estatal Sinfónica de Cinematografía.
Ya desde sus primeros años de estudio, Kolchinsky mostró interés por la dirección de orquesta. Intentó entrar en el departamento de dirección de orquesta del Conservatorio de Moscú, siendo rechazada con la frase "dirigir no es para mujeres". Viaja a Dnipropetrovsk, en la actual Ucrania, como violinista de la orquesta sinfónica de la ciudad y consigue la plaza de directora de la orquesta de la Escuela de Música de Dnipropetrovsk. No obstante, un nuevo intento de ser aceptada en el departamento de dirección de orquesta del Conservatorio de Moscú, falla. Los directores miembros del jurado de admisión concluyen que "una mujer no puede ser directora de orquesta".
Sí fue admitida posteriormente en el departamento de dirección de orquesta del Conservatorio de San Petersburgo, entonces denominado Conservatorio Estatal Rimski-Kórsakov, después de aprobar el examen de admisión. Allí estudió con Iliá Musin, que fue profesor también de Yuri Temirkánov, Valeri Guérguiev, entre otros.
A partir de 1960, Kolchinsky empezó a aparecer dirigiendo conciertos con las orquestas del conservatorio. En 1963 toma clases con Ígor Markévich y posteriormente una master class con Herbert von Karajan.
Se doctoró en 1964 en el departamento de dirección de orquesta del Conservatorio de San Petersburgo, y participó como única mujer entre 32 candidatos en el concurso para obtener la plaza de asistente por un año de Yevgueni Svetlánov en la Orquesta del Teatro Bolshói, que gana. El año de práctica como asistente culmina con la dirección de un concierto en el Palacio de Congresos del Kremlin y con la dirección de representaciones del Werther de Massenet en el Teatro Bolshoi
En 1965, gana el concurso para cubrir la posición de director titular de la Orquesta Sinfónica Filarmónica Estatal de Yaroslavl. A partir de entonces es directora invitada de numerosas orquestas de la Unión Soviética, dirigiendo más de quince conciertos sinfónicos en Moscú entre 1967 y 1973, once de ellos con la prestigiosa Orquesta Sinfónica Estatal de la Unión Soviética (actualmente denominada Orquesta Académica Sinfónica Estatal de la Federación Rusa " Yevgueni Svetlánov"), que raramente invitaba a directores jóvenes.
Compartió escenario con solistas como Emil Guilels, Mstislav Rostropóvich, Leonid Kogan, Gidon Kremer, Vladímir Spivakov, Tatiana Nikoláyeva, Mischa Maisky, Natalia Gutman, Nikolái Petrov o Mijaíl Pletniov, entre otros.
Participó con éxito en la segunda edición del Concurso de Directores de Orquesta de la Unión Soviética en el que obtuvo un diploma honorífico.
En 1970, el prestigioso estudio de producción de documentales de San Petersburgo Lennauchfilm, entonces denominado "Estudio para Cine sobre Ciencia Popular de Leningrado" rodó un documental sobre Kolchinsky titulado "Una mujer de rara profesión" dirigido por Izya Gershtein, que después de su estreno fue emitido en televisión en la Unión Soviética y el extranjero.
En 1975, recibió un diploma y medalla Smetana por sus aclamadas interpretaciones de música checa en Praga.
Debido a un creciente antisemitismo en la Unión Soviética, muchos judíos emigraron, por lo que el Ministerio de Cultura de la Unión Soviética impidió la salida de Kolchinsky para atender invitaciones para dirigir en la antigua República Democrática Alemana, la entonces Checoslovaquia y Bulgaria, lo cual no impidió que en 1976, emigrara a Israel dejando atrás en la Unión Soviética a su madre y hermana.
En Israel, el director de Orquesta Filarmónica de Israel, Zubin Mehta, la invita a dirigir la orquesta y fue directora asociada de la Orquesta Sinfónica de Haifa.
En 1978 participa en master classes en Tanglewood (Lenox, Massachusetts, Estados Unidos) con el legendario Leonard Bernstein.
Desarrolla una amplia actividad dirigiendo como invitada numerosas orquestas europeas, especialmente en Noruega, Bélgica, Reino Unido, Suecia y Alemania
Entre 1986 y 1987, la productora sueca Hagafilm realizó el documental titulado en sueco original Dirigenterna, traducido al inglés como A Woman Is a Risky Bet: Six Orchestra Conductors (Una mujer es una apuesta arriesgada: seis directoras de orquesta) dirigido por Christina Olofson, sobre seis directoras de orquesta: JoAnn Falletta y Victoria Bond de Estados Unidos, Kerstin Nerbe y Ortrud Mann de Suecia y Veronika Dudarova  y Camilla Kolchinsky de la Unión Soviética.
Se mudó a Estados Unidos en 1989, en donde continúa desde entonces su trabajo como directora en orquestas profesionales y universitarias, enseñando además en conservatorios, escuelas de música y universidades.
En la actualidad es directora emérita de la Orquesta Juvenil El Camino (ECYS), cuya orquesta sinfónica dirigió entre 1994 y 2014.